# La Mata de Ledesma
La Mata de Ledesma is een gemeente in de Spaanse provincie Salamanca in de regio Castilië en León met een oppervlakte van 38,65 km². La Mata de Ledesma telt 110 inwoners (1 januari 2016).

## Demografische ontwikkeling
Bron: INE, 1857-2011: volkstellingen
Opm.: In 1857 werd de gemeente Porqueriza aangehecht